# Meridiankreds
En meridiankreds er et instrument til nøjagtig bestemmelse af himmellegemernes positioner. Instrumentet består af en kikkert, som kan drejes om en øst-vestlig akse, og som derfor kun kan rettes mod meridianen, syd-nord. Positionsbestemmelsen finder sted ved bestemmelse af stjernens højde og rektascension i kulminationsøjeblikket. Højden aflæses på en skala på instrumentet, tiden aflæses på et ur, som viser stjernetid. Meridiankredsen er opfundet af Ole Rømer under det latinske navn Rota meridiana.